# Haliplus triopsis
Haliplus triopsis es una especie de escarabajo acuático del género Haliplus, familia Haliplidae. Fue descrita científicamente por Say en 1823.
Esta especie habita en los Estados Unidos y Canadá.